# Landgericht Wemding
Das Landgericht Wemding war ein bayerisches Landgericht älterer Ordnung mit Sitz in Wemding im heutigen Landkreis Donau-Ries.
Aufgrund der Größe des Landgerichts Monheim wurde die Bildung des Landgerichts Wemding beantragt, was am 26. August 1834 genehmigt wurde. Des Landgericht gehörte ursprünglich zum Rezatkreis, ab 1838 zum Regierungsbezirk Schwaben und Neuburg. 
Es bestand aus 1 Stadt- und 10 Landgemeinden:
- Amerbach mit Amerbacherkreut
- Fünfstetten mit Obere Beutmühle und Untere Beutmühle
- Gosheim mit Frühlingsmühle, Herbermühle, Kriegsstatthof, Lommersheim, Mathesmühle, Mittelmühle, Oberschwalbmühle, Pflegermühle, Stadelmühle und Stoffelmühle
- Hagau
- Huisheim mit Angermühle, Haunzenmühle, Katzenstein, Markhof, Ronheim, Sonderhof und Ziegelhof
- Laub mit  Eulenhof
- Nußbühl mit Asbacherhof, Biberhof, Heidmersbrunn, Ingershof, Mittelwegerhof und Rothenbergerhof
- Otting mit  Dattenbrunn, Henthalhof und Weilheimerbach
- Wemding mit Wallfahrt
- Wolferstadt mit Erlachhöfe, Steinbühl und Waldstetten
- Zwerchstraß mit Brenneisenmühle, Rothenberg und Siebeneichhöfe[1]

Im Jahr 1852 hatte es 2,548 Quadratmeilen (≈140 km²). Es gab 12 Gemeinden (Ronheim ist selbstständig geworden) mit insgesamt 6978 Einwohnern mit 2171 Gebäuden. Es grenzte im Osten an das Landgericht Monheim, im Süden an das Landgericht Donauwörth, im Westen an das Landgericht Nördlingen, das Landgericht Wallerstein und das Landgericht Oettingen und im Norden an das Landgericht Heidenheim. 1862 wurden sämtliche Gemeinden wieder dem Landgericht Monheim einverleibt mit Ausnahme von Amerbach und Laub, die zum Landgericht Oettingen kamen.